# Каньон

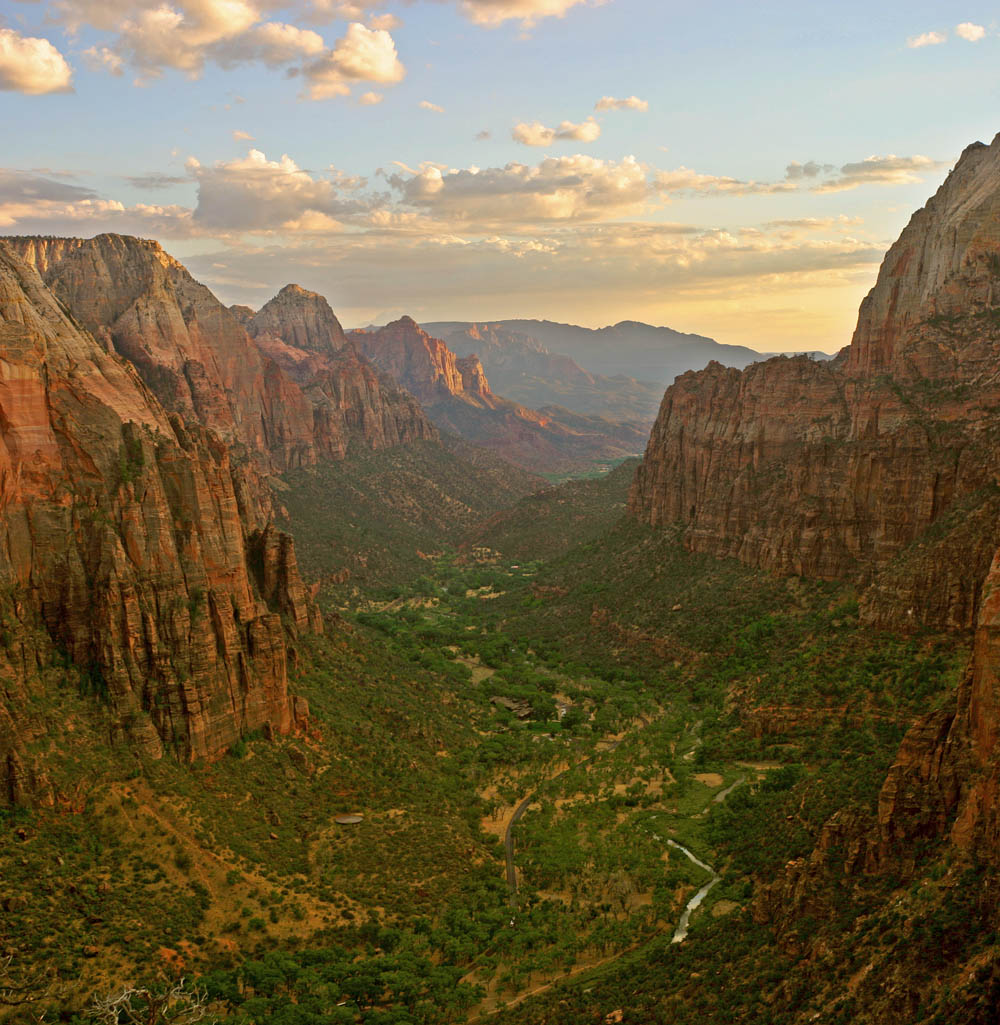
Каньон Зайон (Zion) в штате Юта

Каньо́н (исп. cañón «труба, ущелье») — глубокая речная долина с очень крутыми, нередко отвесными склонами и узким дном, обычно полностью занятым руслом реки, образовавшаяся в результате выветривания и эрозивной активности реки по геохронологической шкале. В ущелье, в отличие от каньона, дно не полностью занято рекой, и часть дна часто занимает лес.
Крупнейшим каньоном по протяжённости является Большой каньон в Гренландии, обнаруженный учеными Бристольского, Калгарского и Урбинского университетов в августе 2013 года. Один из крупнейших каньонов мира по глубине — Большой Каньон (англ. Grand Canyon) реки Колорадо в США (длина более 446 км, глубина до 1600 м). Однако он уступает грандиозным каньонам Ярлунг-Цангпо, Кали-Гандаки как по длине, так и по глубине. Каньон Колка в Перу почти в два раза превосходит Большой Каньон Колорадо по глубине.
Однако самым глубоким каньоном в мире считается каньон Котауаси в Перу: его глубина равна 3535 метров. Самый большой каньон в Европе — каньон реки Тары в Черногории (длина 82 км, глубина до 1300 м).

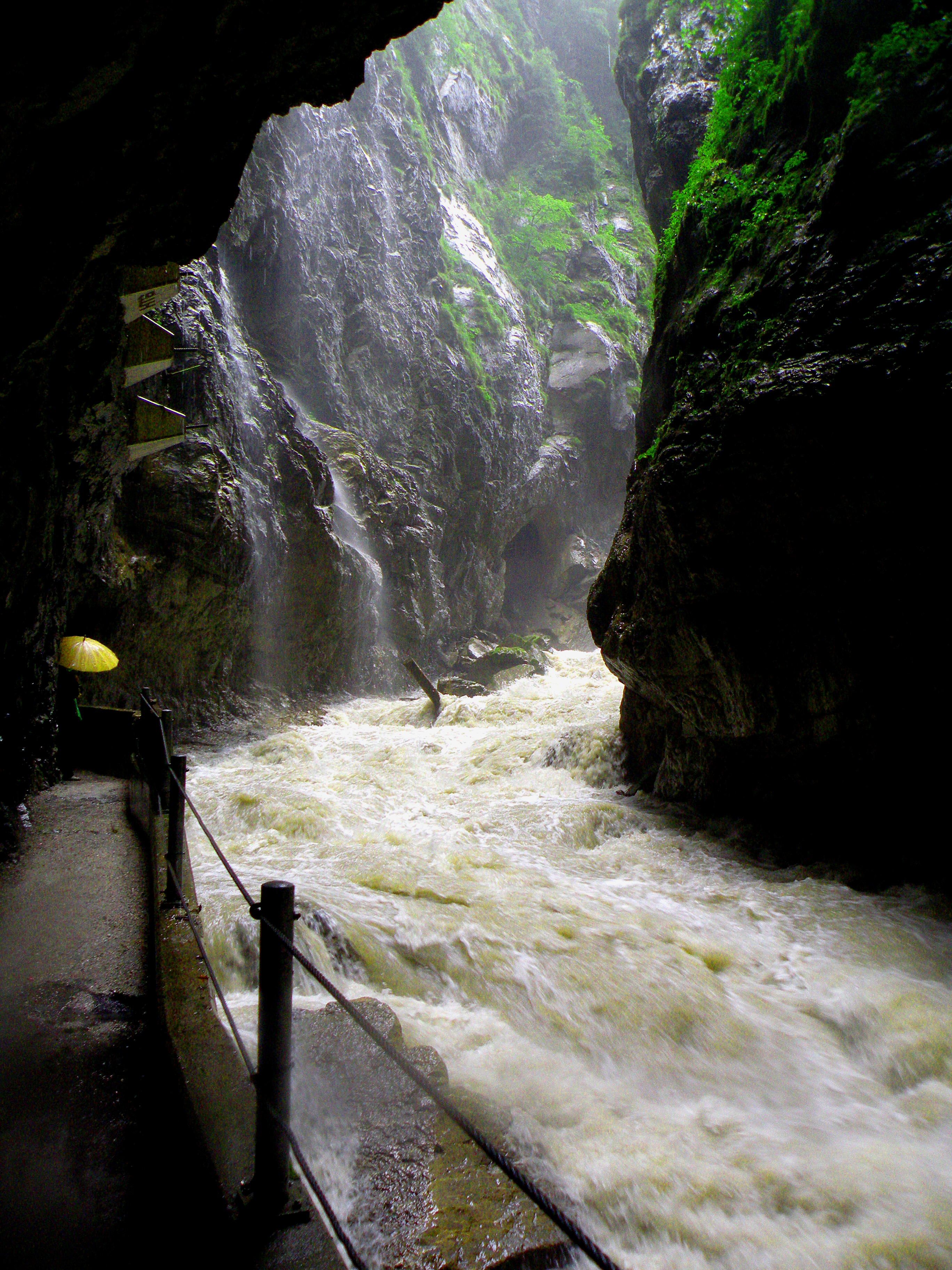
Каньон реки Партнах. Альпы у Гармиш-Партенкирхена

Второй в мире каньон по длине и ширине — каньон реки Фиш (Намибия, длина 161 км, ширина 27 км, глубина 550 м).
Сулакский каньон, образованный рекой Сулак между хребтами Гимринским и Салатау (Дагестан, Россия), достигает глубины около 1900 м и длины около 53 км и является одним из крупнейших каньонов в мире по глубине.
Согласно другому определению: каньон — разновидность ущелья, верхние кромки бортов (стен) которого более чётко ограничены, что характерно для равнинных районов (участков), сложенных осадочными породами, где эрозионная сила прорезающей каньон реки очень высока. Для каньонов характерны отвесные борта, иногда до отрицательных углов наклона. Ущелья, которые не относятся к типу каньонов, чаще всего пролегают в горных районах и их верхние пределы (кромки) не имеют четких очертаний и часто ограничиваются горными вершинами.
Согласно этому определению, самый глубокий и длинный каньон — Колорадский каньон достигающий глубины 1800 м. Кроме того определению каньона отвечает средняя часть фьорда Северо-Западный залива Скорсби на восточном побережье Гренландии — в этом месте фьорд достигает глубины 2700 м (при этом подводная часть находится на глубине 1314 м). Глубочайшим каньоном Евразии является каньон реки Баянбулак в Восточном Тянь-Шане достигающий глубины 1400 м. Баянбулак в верхнем течении протекает по широкой горной равнине, затем в среднем течении в равнинной части прорезает каньон, после чего река проходит по горному ущелью и вытекает на предгорную равнину, а затем впадает в озеро Баграшкёль.